# 2010 JK124
2010 JK124, também escrito como 2010 JK124, é um objeto transnetuniano que está localizado no Cinturão de Kuiper, uma região do Sistema Solar. Ele possui uma magnitude absoluta de 5,3 e tem um diâmetro estimado de cerca de 383 km. O astrônomo Mike Brown lista este corpo celeste em sua página na internet como um candidato a possível planeta anão.

## Descoberta
2010 JK124 foi descoberto no dia 11 de maio de 2010 pelos astrônomos C. A. Trujillo, A. Udalski e S. S. Sheppard.

## Órbita
A órbita de 2010 JK124 tem uma excentricidade de 0,084 e possui um semieixo maior de 39,834 UA. O seu periélio leva o mesmo a uma distância de 36,498 UA em relação ao Sol e seu afélio a 43,170 UA.